# Jordi Pope
Jordi Barba i Pérez (Barcelona, 1953- 10 de gener de 2008), més conegut com a Jordi Pope o simplement Popeye, fou un poeta català experimental, un dels iniciadors i màxims exponents de la poesia oral.

## Biografia
Va créixer en el si d'una família de classe baixa al barri del Raval de Barcelona. Durant els la dècada del 1970 va entrar en contacte amb el moviment contracultural i underground de la ciutat. Poeta autodidacta, va oferir els seus primers recitals al barri de Gràcia. Fou membre fundador del grup O Així, juntament amb Víctor Esteban, Carmel Sancho i Enric Casasses, amb qui també va crear la revista alternativa Full d'Artesà.
El Llibre del fred és un poemari escrit a cavall de Llívia i Barcelona per un poeta que pertany a la generació dels nascuts a la dècada del 1950, una generació que va viure plenament la mort de Franco i l'inici de la democràcia. Viure aquells anys 70 va ser per a ells com viure en un cim des del qual es podia veure què quedava al darrere i què es projectava al davant. Fou un dels impulsors de la poesia catalana alternativa durant la dècada del 1980 juntament amb Casasses i Jaume Sisterna, entre d'altres. La seva poesia és considerada personal i s'obre a un univers propi, destacant per la riquesa lèxica així com el gust pel joc fonètic, i ha influït molts dels poetes contemporanis. El Festival de Polipoesia de 2007 es va organitzar entorn de la seva figura. Va morir el 2008 als 55 anys a causa d'una malaltia degenerativa.
El 2022, es va publicar Que jo em guardi de dir amén, l'obra completa de Jordi Pope a cura del poeta Guim Valls on s'hi recullen tots els poemaris publicats en vida de Pope, així com Sistemes de comunicación, un poemari inèdit que transita entre la lírica i les fórmules científiques, i d'altres poemes i contes esparsos.

## Obres representatives
- 1996 - Llibre del fred. Editorial Rsalvo[5]
- 1998 - Abriga't qu'estic sol. Editorial Aire
- 1999 - Atxuuús! Amén. Editorial La Cèl·lula
- 1999 - Escrits. Edicions 62 / Empúries[6]
- 2001 - Llibrot. Editorial Llibres del Segle[7]
- 2022 - Que jo em guardi de dir amén. Obra completa (o així). Editorial Documenta